# Movimiento de Artistas Populares
El Movimiento de Artistas Populares (MAP) fue un organismo generado del Partido Comunista del Perú-Sendero Luminoso. Creado en 1988, era el encargado de agrupar artistas para difundir mediante el arte las consignas e ideas de Abimael Guzmán entre la población, particularmente la comunidad universitaria. Para el MAP, el folklore era un arma ideológica al servicio del Partido. Aunque la conexión entre el aparato central del PCP-SL y el MAP es difusa, siendo, en cambio, considerado por algunos como una iniciativa autoconvocada de artistas independientes, las acciones del MAP estuvieron en función de la guerra popular prolongada del PCP-SL. Además, el MAP, a través de El Diario, lanzaba comunicados en apoyo a las acciones terroristas del PCP-SL.
Las acciones del MAP se realizaban en universidades, en locales sindicales, barrios, instituciones culturales y pueblos jóvenes. Entre las representaciones del MAP estaban las funciones teatrales, de danza y la música a través de conjuntos de sikuris.